# 마크 R. 코언
마크 R. 코언(Mark R. Cohen, 1943 ~ )은 프린스턴 대학교의 근동학 교수이다. 그의 전공은 아랍 세계의 유대인 역사이다. 이슬람 지배 하의 중세 때 유대인 역사에 정통한 학자로서 주도적인 역할을 차지하고 있으며 프린스턴 대의 게니자 프로젝트 책임자이다. 이 프로젝트는 중세 문서를 검색 엔진에 정착해 이를 데이터베이스로 저장하는 작업이다. 2007년 3월까지 4000여 개의 문서를 확보하고 있다. 게니자 연구소 센터가 따로 있으며 개인적인 저서나 비평 등도 모두 보관하고 있다.
코언 교수는 브랜다이스 대학교에서 졸업하고 컬럼비아 대학교에서 석사 학위를 땄다. 박사 학위는 뉴욕 유대 신학교에서 취득한 것으로 그는 현재 뉴욕에 거주하고 있다.